# Betta balunga
Betta balunga är en fiskart som beskrevs av Herre, 1940. Betta balunga ingår i släktet Betta och familjen Osphronemidae. Inga underarter finns listade.